# Afterglow (album, Black Country Communion)
Afterglow je třetí studiové album britsko-americké superskupiny Black Country Communion. Jeho nahrávání probíhalo od června do července 2012 a album vyšlo 29. října 2012. Album produkoval stejně jako předchozí dvě alba Kevin Shirley a vyšlo u vydavatelství Mascot (UK) a J & R Adventures (US).

## Seznam skladeb
1. „Big Train“
2. „This Is Your Time“
3. „Midnight Sun“
4. „Confessor“
5. „Cry Freedom“
6. „Afterglow“
7. „Dandelion“
8. „The Circle“
9. „Common Man“
10. „The Giver“
11. „Crawl“

## Obsazení
- Glenn Hughes – baskytara, zpěv
- Joe Bonamassa – kytara, zpěv
- Jason Bonham – bicí, perkuse
- Derek Sherinian – klávesy
- Kevin Shirley – producent